# Мясникова, Юлия Владиславовна
Юлия Владиславовна Мясникова (род. 13 июня 1993, Караганда) — казахстанская футболистка, защитница российского клуба ЦСКА и сборной Казахстана. Капитан сборной Казахстана.

## Биография
Воспитанница карагандинского футбола. В начале взрослой карьеры выступала за клуб «Алма-КТЖ», затем около 10 лет — за «БИИК-Казыгурт». Шестикратная чемпионка и неоднократный призёр чемпионата Казахстана. В 2018 году стала обладательницей Кубка Казахстана и признана лучшим игроком розыгрыша. Участвовала в нескольких розыгрышах женской Лиги чемпионов и провела в этом турнире около 30 матчей, лучшим результатом стал выход в 1/8 финала в 2018 году.
В 2019 году перешла в российский клуб ЦСКА. Дебютный матч в высшем дивизионе России сыграла 2 мая 2019 года против московского «Локомотива», заменив на 88-й минуте Маргариту Черномырдину. Первый гол забила 20 мая 2019 года в ворота клуба «Рязань-ВДВ». Чемпионка России 2019 и 2020 годов, серебряный призёр чемпионата 2021, 2022, 2023 и 2024 года.
Много лет выступает за национальную сборную Казахстана. В отборочных турнирах чемпионатов Европы и мира сыграла более 40 матчей.